# Phoenix Wright: Ace Attorney - Trials and Tribulations
Phoenix Wright: Ace Attorney - Trials and Tribulations (逆転裁判3?, Gyakuten Saiban 3) è il terzo videogioco della serie Ace Attorney creata dalla Capcom disponibile per Game Boy Advance, Microsoft Windows e Nintendo DS. Il gioco è il seguito di Phoenix Wright: Ace Attorney - Justice for All ed è l'ultimo titolo della trilogia riguardante Phoenix Wright. Gli eventi narrati in Trials and Tribulations precedono di circa sette anni quelli di Apollo Justice: Ace Attorney.
La colonna sonora è affidata a Noriyuki Iwadare, già compositore di Grandia.

## Trama
Il gioco è ambientato ad un anno di distanza dagli eventi del secondo capitolo. Al contrario dei titoli precedenti (ad eccezione della versione per Nintendo DS di Phoenix Wright: Ace Attorney), il gioco presenta cinque casi di omicidio. Il protagonista rimane sempre Phoenix Wright ma è possibile impersonare anche l'avvocato Mia Fey e il procuratore Miles Edgeworth.
La rivincita (思い出の逆転?, Omoide no Gyakuten, Turnabout Memories)
Nel tutorial il giocatore verrà a conoscenza del secondo processo della defunta Mia Fey, tramite le memorie di Wright, all'epoca studente di arte presso l'Università Lupios ed imputato a causa della morte di Doug Swallow (呑田菊三?, Nonda Kikuzou), collega iscritto in farmacologia ed ex-fidanzato di Dahlia Hawthorne (美柳 ちなみ?, Miyanagi Chinami), compagna del protagonista. I ricordi di Phoenix sono collocati temporalmente circa due anni prima il suo primo processo come avvocato.
Giù la maschera (盗まれた逆転?, Nusumareta Gyakuten, The Stolen Turnabout)
In questo episodio Phoenix Wright dovrà difendere Ron DeLite (天杉優作?, Amasugi Yuusaku) dall'accusa di aver rubato l'Urna Sacra della famiglia Fey usando lo pseudonimo di "Mask☆DeMasque", famoso ladro di tesori preziosi. Tuttavia durante il processo per furto verrà alla luce l'omicidio di Kane Bullard (毒島黒兵衛?, Busujima Kurobee), il direttore dell'azienda da cui Ron è stato licenziato. Phoenix continuerà a credere nell'innocenza del suo cliente e a domandarsi sulle origini del nuovo procuratore, Godot (ゴドー?).
Ricetta per il delitto (逆転のレシピ?, Gyakuten no Reshipi, Recipe for Turnabout)
Phoenix dovrà riaprire il caso di Maggey Byrde, l'ex poliziotta condannata ingiustamente per l'omicidio di Glen Elg (岡高夫?, Oka Takao), programmatore dell'azienda Schermate Blu, avvelenato con del cianuro di potassio nel ristorante francese "Très Bien" di proprietà dallo chef Jean Armstrong (本土坊薫?, Hondobou Kaoru). Sia il cuoco che la vittima avevano un debito con l'usuraio Furio Tigre (芝九蔵虎之助?, Toranosuke Shibakuzou), direttore della Prestiti Felini.
Un tragico esordio (始まりの逆転?, Hajimari no Gyakuten, Turnabout Beginnings)
Tramite una ricerca online, Phoenix Wright studia il primo processo di Mia Fey, avvenuto un anno prima dei fatti raccontati nell'episodio La rivincita. Terry Fawles (尾並田美散?, Onamida Michiru), evaso dal carcere, viene accusato dell'omicidio del sergente Valerie Hawthorne (美柳勇希?, Miyanagi Yuuki), sorella di Dahlia. Solamente Mia e il suo collega Diego Armando (神乃木 荘龍?, Kaminogi Soryuu) si assumeranno la responsabilità di far emergere la verità, nonostante il procuratore del processo sia Miles Edgeworth, giovane allievo di Manfred von Karma.
Confronto finale (華麗なる逆転?, Kareinaru Gyakuten, Bridge to the Turnabout)
Nell'ultimo episodio della trilogia Phoenix Wright verrà convinto da Maya e da Pearl Fey (綾里 春美?, Ayasato Harumi) a visitare il Tempio Hazakura grazie ad una foto su una rivista che ritrae la monaca Bikini (毘忌尼?) insieme ad una ragazza il cui aspetto ricorda Dahlia. Durante la notte l'ospite Elise Deauxnim (天流斎エリス?, Tenryuusai Elise), scrittrice di libri per bambini, viene brutalmente uccisa. I sospetti cadono su sorella Iris (あやめ?, Ayame). Toccherà a Wright, anche con l'aiuto di Miles Edgeworth, ottenere un verdetto d'innocenza nei confronti della giovane.

## Sviluppo
L'aspetto di Bikini è stato dettato da limitazioni nella memoria della cartuccia. Per lo stesso motivo Wendy Oldbag fa solo un cameo al termine del gioco.
Il procuratore Godot doveva essere un appassionato di bourbon, in seguito sostituito dal più innocuo caffè.

## Riferimenti culturali
Oltre alla presenza di personaggi già presenti nei primi due titoli della saga (tra cui Larry Butz, Marvin Grossberg e Maggey Byrde), sono presenti parecchie citazioni durante il corso del gioco. Esempi sono i riferimenti a pellicole cinematografiche come Rocky o 300, nel corso del terzo caso. Inoltre il nome dell'azienda citata nello stesso episodio, Schermate Blu (in inglese Blue Screens), richiama il termine Blue Screen of Death.
Nell'episodio Un tragico esordio l'abito e la gestualità di Miles Edgeworth richiamano Manfred von Karma, personaggio presente nel primo titolo della saga. Il vestito indossato in quel processo è inoltre conservato nel suo studio e visibile in Phoenix Wright: Ace Attorney e Ace Attorney Investigations: Miles Edgeworth.
Sono inoltre presenti molti riferimenti alla cultura giapponese, come il daruma presente in uno degli scenari del gioco.